# Aitor Galdós
Aitor Galdós Alonso (nascido em 9 de novembro de 1979, em Ermua) é um ciclista profissional espanhol, que atualmente corre para a equipe Caja Rural-Seguros RGA.